# Pachira sordida
Pachira sordida är en malvaväxtart som först beskrevs av Richard Evans Schultes, och fick sitt nu gällande namn av W.S. Alverson. Pachira sordida ingår i släktet Pachira och familjen malvaväxter. Inga underarter finns listade i Catalogue of Life.